# بيت روتشيلد (فلم)
بيت روتشيلد (بالإنجليزية: The House of Rothschild) هو فيلم دراما تم إنتاجه في الولايات المتحدة وصدر في سنة 1934.

## بطولة
- جورج أرليس
- بوريس كارلوف

### ترشيحات وجوائز
| السنة | الحدث  | الفئة     | النتيجة |
| ----- | ------ | --------- | ------- |
| 1934  | أوسكار | أفضل فيلم | ترشـيـح |

## وصلات خارجية
- مقالات تستعمل روابط فنية بلا صلة مع ويكي بيانات